# Guidan Sori
Guidan Sori (auch: Guidan Sory) ist eine Landgemeinde im Departement Guidan Roumdji in Niger.

## Geographie
Guidan Sori liegt in der Großlandschaft Sudan und grenzt im Südwesten an den Nachbarstaat Nigeria. Die Nachbargemeinden in Niger sind Guidan Roumdji im Norden, Chadakori im Nordosten und Tibiri im Süden. Bei den Siedlungen im Gemeindegebiet handelt es sich um 85 Dörfer, 85 Weiler und 7 Lager. Der Hauptort der Landgemeinde ist das Dorf Guidan Sori.

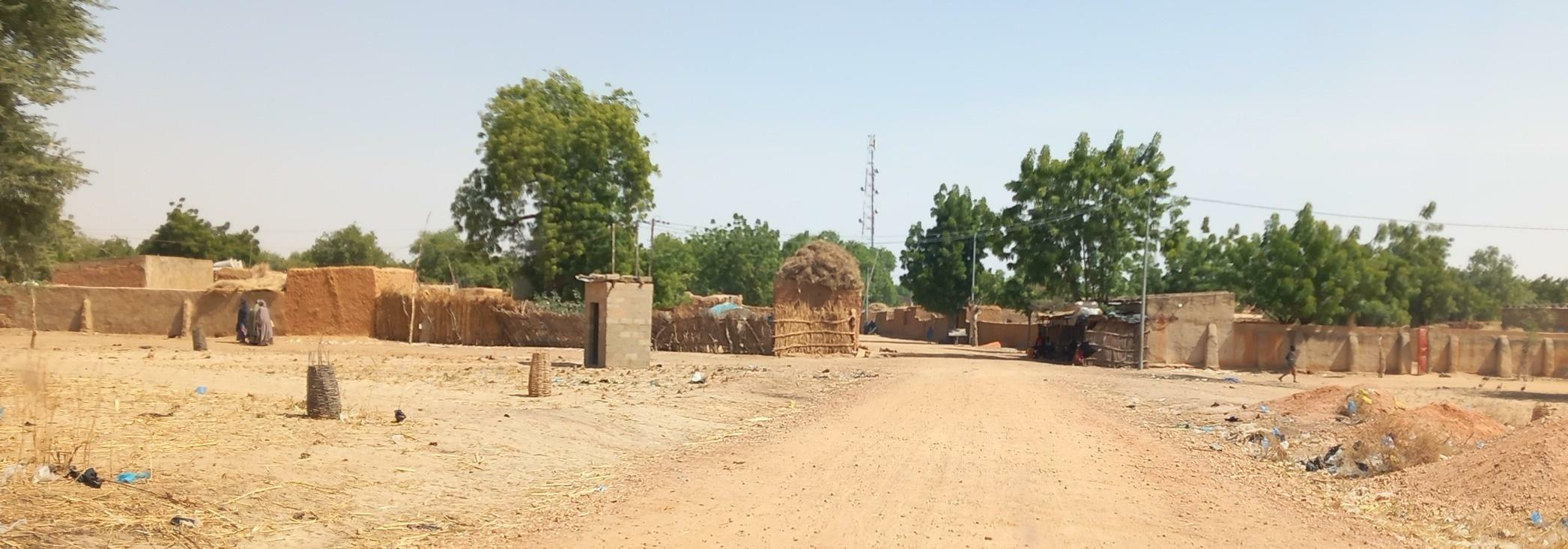
Gemeindehauptort Guidan Sori (2023)

Die beim Dorf Rafin Wada gelegene Mare de Rafin Wada ist der einzige permanente See im Departement Guidan Roumdji. Die Gemeinde hat Anteil am weitläufigen Wald von Baban Rafi.

## Geschichte
Im zu Guidan Sori gehörenden Dorf Ballarabé wurde 1914 einer der ersten Zollposten zwischen dem damals französischen Niger und dem damals britischen Nigeria eingerichtet. Die schlecht ausgebildeten und wenig kontrollierten Zöllner, die aus den Reihen der tirailleurs sénégalais rekrutiert wurden, sollten im Auftrag von William Ponty, des Generalgouverneurs von Französisch-Westafrika, Abgaben beim grenzüberschreitenden Handel einheben.
Das zu Guidan Sori gehörende Dorf Toda war Namensgeber der „Toda-Affaire“ (affaire Toda) im Jahr 1991. Damit wird ein Massaker von Hausa-Ackerbauern aus mehreren Dörfern bezeichnet, die sich aufgrund von Landnutzungskonflikten gegen ein Lager von Fulbe-Viehzüchtern verbündeten und dort mehr als hundert Personen töteten, nachdem sie deren Behausungen in Brand gesteckt hatten.

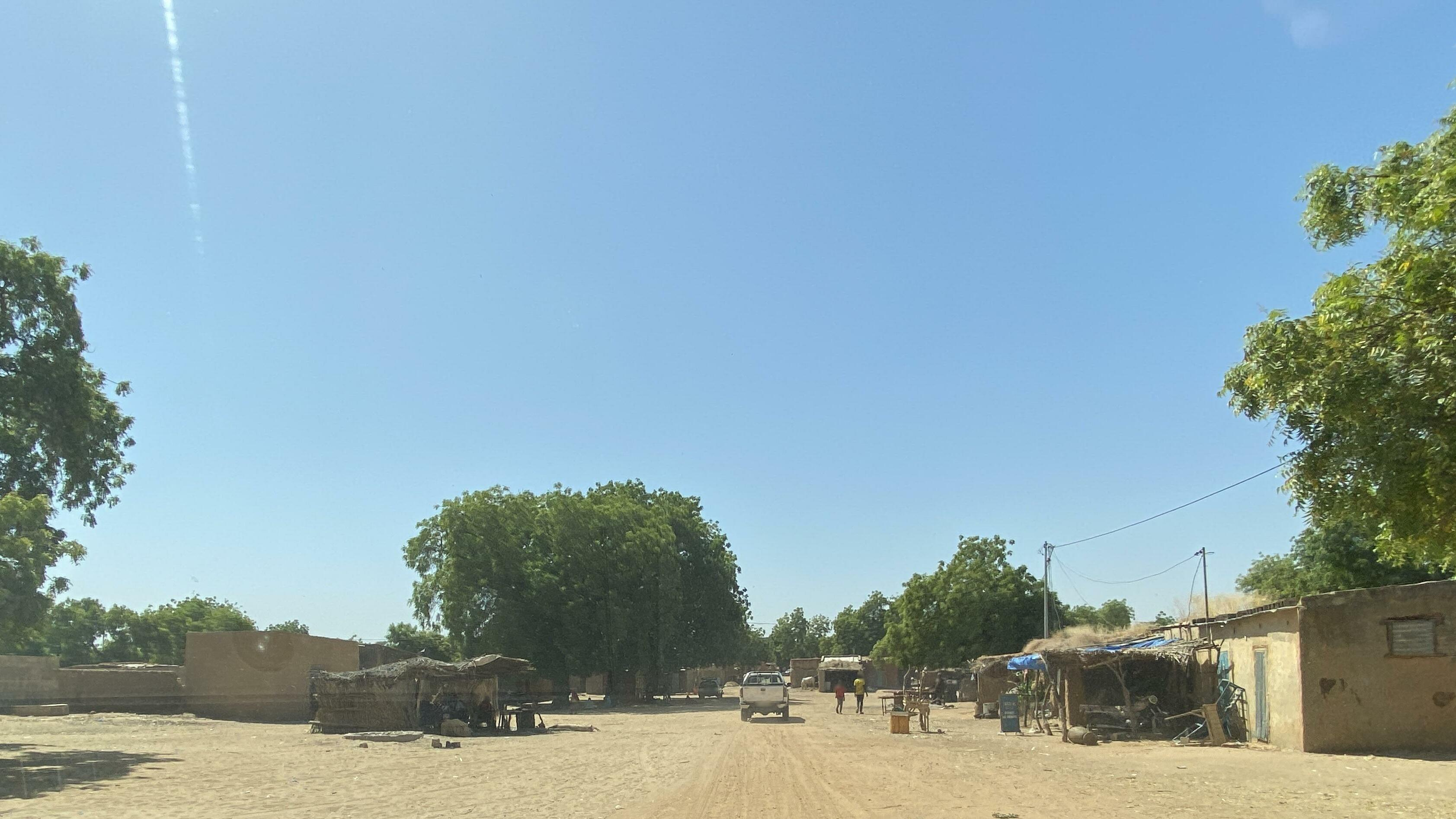
Gemeindehauptort Guidan Sori (2022)

Die Landgemeinde Guidan Sori ging 2002 im Zuge einer landesweiten Verwaltungsreform aus dem Kanton Guidan Sori hervor. Aus dem Nordwesten des Nachbarlands Nigeria flüchteten aufgrund der sich verschlechternden Sicherheitslage von April bis Juli 2009 mehr als 35.000 Menschen in die Departements Guidan Roumdji und Madarounfa in Niger. In neun Dörfern der Gemeinde Guidan Sori wurden rund 2100 dieser Flüchtlinge aufgenommen.

## Bevölkerung
Bei der Volkszählung 2012 hatte die Landgemeinde 93.771 Einwohner, die in 11.551 Haushalten lebten. Bei der Volkszählung 2001 betrug die Einwohnerzahl 66.969 in 8297 Haushalten.
Im Hauptort lebten bei der Volkszählung 2012 1922 Einwohner in 252 Haushalten, bei der Volkszählung 2001 667 in 83 Haushalten und bei der Volkszählung 1988 203 in 25 Haushalten.
In ethnischer Hinsicht ist die Gemeinde ein Siedlungsgebiet von Gobirawa, Katsinawa, Tuareg und Fulbe. Das Dorf Fissataou im Gemeindegebiet von Guidan Sori ist ein traditionelles Zentrum der Azna.

## Politik
Der Gemeinderat (conseil municipal) hat 23 gewählte Mitglieder. Mit den Kommunalwahlen 2020 sind die Sitze im Gemeinderat wie folgt verteilt: 9 PNDS-Tarayya, 4 MPR-Jamhuriya, 3 CPR-Inganci, 2 MNSD-Nassara, 2 RPD-Bazara, 1 CDS-Rahama, 1 MODEN-FA Lumana Africa und 1 RSD-Gaskiya.
Jeweils ein traditioneller Ortsvorsteher (chef traditionnel) steht an der Spitze von 82 Dörfern in der Gemeinde, darunter dem Hauptort.

## Wirtschaft und Infrastruktur

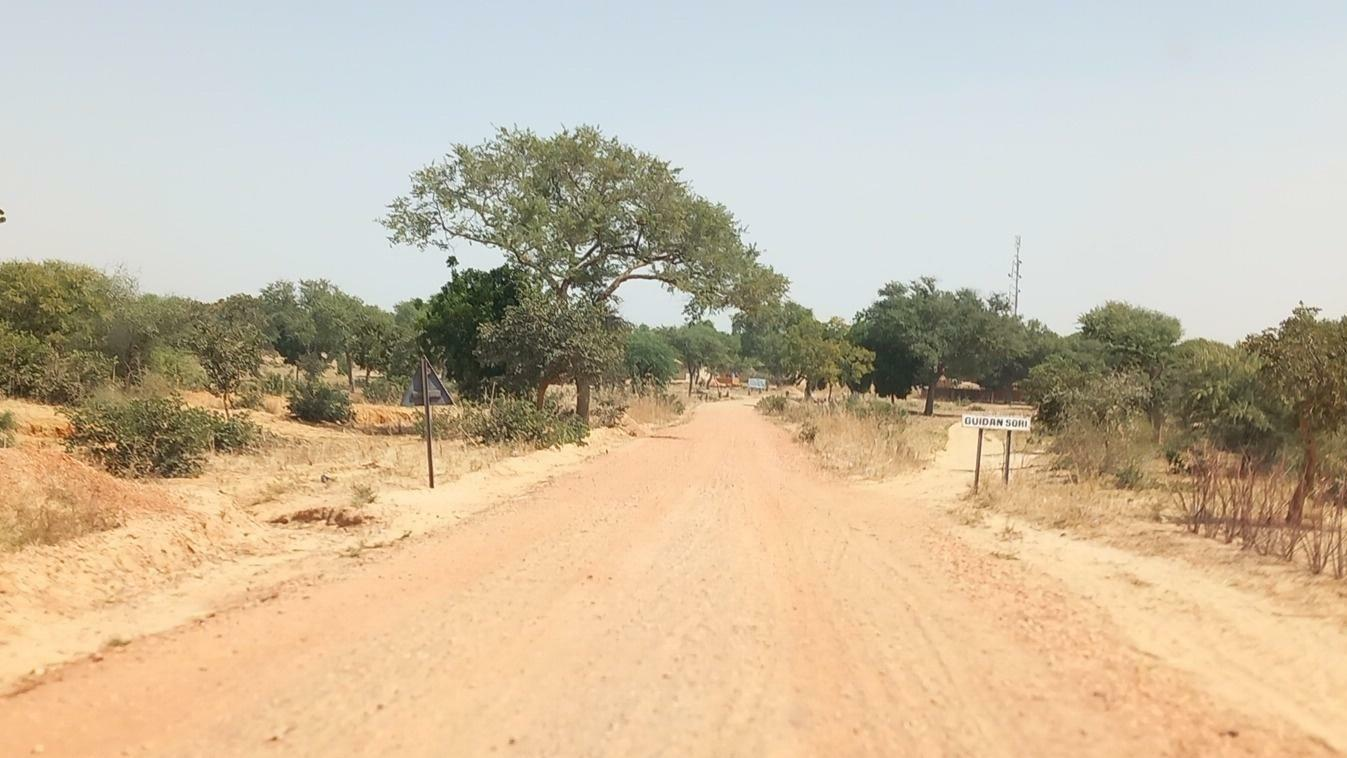
Ortstafel des Gemeindehauptorts Guidan Sori (2023)

Der Osten der Gemeinde liegt in einem Gebiet, in dem der Regenfeldbau vorherrscht. Der Westen gehört zur Zone der Bewässerungsfeldwirtschaft. Gesundheitszentren des Typs Centre de Santé Intégré (CSI) sind im Hauptort und in der Siedlung Nwala Dan Tsofoua vorhanden. Der CEG Guidan Sori ist eine allgemein bildende Schule der Sekundarstufe des Typs Collège d’Enseignement Général (CEG). Beim Centre de Formation aux Métiers de Guidan Sori (CFM Guidan Sori) handelt es sich um ein Berufsausbildungszentrum. Vom Gemeindehauptort führen die Route 427, eine einfache Erdstraße, nach Kollya und die Route 448, eine einfache Landstraße, nach Guidan Roumdji.